# Manfred Thon
Manfred Thon (* 13. März 1935 in Braschwitz; † 11. März 2022 ebenda) war ein deutscher Politiker (CDU). Er war von 1990 bis 1994 Abgeordneter im Landtag Sachsen-Anhalt.

## Ausbildung und Leben
Manfred Thon wuchs auf dem kleinen Bauernhof seiner Eltern in Braschwitz auf, besuchte die Volksschule, die Grundschule und einen Meisterlehrgang, den er als Meister der Landwirtschaft abschloss. Nach einem Fachschul-Fernstudium wurde er staatlich geprüfter Landwirt. Ab 1951 arbeitete er als Landwirtschaftsgehilfe, ab 1958 als Gruppenleiter, Brigadeleiter und Abteilungsleiter in der LPG "Befreites Land" Maschwitz-Oppin. Nach Abschluss des Kirchlichen Fernunterrichts war er seit 1968 im kirchlichen Dienst, zunächst im Vorbereitungsdienst in Rüdigershagen (Eichsfeld) und seit 1971 evangelischer Pfarrer im Pfarramt Dederstedt im Mansfelder Land. 
Manfred Thon war verheiratet und hatte vier Kinder.

## Politik
Manfred Thon trat 1953 der DDR-Blockpartei CDU bei. Nach der Wende wurde er bei der ersten Landtagswahl in Sachsen-Anhalt 1990 im Landtagswahlkreis Eisleben (WK 39) direkt in den Landtag gewählt. Er war von Oktober 1990 bis Dezember 1991 Mitglied der CDU-Fraktion, aus der er wegen Stasi-Vorwürfen ausschied und war seitdem fraktionslos. 
 Er wurde später von den Vorwürfen rehabilitiert.
Sein politisches Engagement als Landtagsabgeordneter äußerte sich insbesondere in seiner Mitwirkung in der Initiative GAST-OST, in der er auf mehreren Reisen nach Belarus und ins Baltikum Kooperationen auf landwirtschaftlichem Gebiet unterstützte.
Nach dem Ende der Mitgliedschaft im Landtag war Manfred Thon ehrenamtlicher Ortsbürgermeister in der Gemeinde Braschwitz (als Teil der Verwaltungsgemeinschaft Saalkreis Ost).